# Panikfalle
Als Panikfalle wird ein Hindernis auf einem Fluchtweg, bei einer Engstelle oder einer Tür bezeichnet, das im Fall einer Panik zur ernsten Bedrohung werden kann. Der Begriff wird u. a. im Brandschutz und in der Bauplanung verwendet.
Ein typisches Beispiel einer Panikfalle ist eine Tür auf einem Fluchtweg, die entgegen der Fluchtrichtung aufgeht. Personen, die die Tür öffnen wollen, können bei einer Massenpanik von nachfolgenden Personen gegen die Tür gedrückt werden, was ihr Öffnen endgültig verhindern würde. Türen auf kritischen Wegen können für solche Fälle mit Panikschlössern ausgestattet sein.
Die Bauvorschriften für öffentliche und gewerblich genutzte Gebäude besagen, dass sich Notfalltüren in Richtung der Fluchtwege öffnen müssen. In Altbauten und privat genutzten Gebäuden ist das nicht immer der Fall, wäre aber anzustreben. Eine Ausnahme stellen Türen von Räumen dar, in denen sich nur wenige Personen aufhalten können (z. B. Büros für eine oder zwei Personen), deren Türblätter bei Öffnung nach außen aber einen größeren Fluchtweg verengen oder blockieren würden.
Ein ähnliches Beispiel einer Panikfalle ist ein Raum für hilfebedürftige Personen, dessen Türen nach innen auf gehen – etwa ein Badezimmer oder die Toiletten in einer Pflegeeinrichtung. Sollte eine behinderte Person stürzen und hinter der verschlossenen Tür zum Liegen kommen (weil sie versucht den Raum zu verlassen), könnte sie durch eine zu Hilfe eilende Person beim Öffnen der Tür verletzt werden. Abhilfe schaffen hier zum Beispiel Schiebetüren.
Gemeinsames Merkmal von Panikfallen ist, dass sie an sich keine Gefahr darstellen und eine Selbstbefreiung unter normalen Umständen möglich wäre. Erst das unüberlegte oder panische Handeln führt infolge der baulichen Gegebenheit zu fatalen Folgen.
Der Begriff wird auch im übertragenen Sinn verwendet. Etwa zur Beschreibung einer Situation, in der Menschen auf Grund fehlender (positiver) Rückmeldungen überreagieren (oder übersteuern, wenn es sich um einen Regelungsprozess handelt) und erst durch dieses Fehlverhalten eine kritische Situation entsteht.
In der Informatik taucht der Begriff ebenfalls auf. So zum Beispiel in einer Patentschrift der Computer-Firma Hewlett-Packard um eine Regelfunktion zu beschreiben.